# 无线电干扰
無線電干擾（英語：Radio jamming）或称廣播蓋台，是指（通常是故意的）發送無線電廣播信號，通過降低信噪比的方式達到破壞通信的效果。是部分政府当局进行媒體審查的常見手段之一，以阻止外國廣播電台的信號進入該國。较典型的例子，即为冷戰期間苏东国家与西方国家之间的廣播宣传及管制，雙方有來有往、相互渗透及管制。
某些情况下，干擾是在不知情的情况下造成的，例如广播电台控制人員或設備在未先檢查某特定頻段是否已在使用的情况下直接发送信號。“無線電干擾”的概念也被用於無線網路資訊傳輸中破壞信息流上。

## 国家及地区

### 中华人民共和国
中国大陆进行无线电干扰的初期方式为播放噪音干扰，1960年代中苏交恶期间对莫斯科广播电台（俄罗斯卫星通讯社与广播电台的前身）采用倒放磁带的方式进行干扰，在2000年以后亦有利用锣鼓唢呐民乐（所选用的曲目为《丰收锣鼓》、《秦王破阵乐》等民乐）进行干扰，这些曲目通常被国外无线电爱好者称为“火龙”（英語：Firedrake），对部分电台有时也会利用中央人民广播电台中国之声和中央人民广播电台经济之声的节目进行回声处理后覆盖。2005年间亦有通过播放红色歌曲在中波进行干扰。其干扰信号在“中星6B”卫星的“中央人民广播电台民族之声”的右声道。
國際廣播電台媒體如美國之音、自由亞洲電台、英國廣播公司、台灣中央廣播電台、挪威西藏之聲、希望之声等，在中國大陆境內的無線電廣播接收上，受到廣播蓋台或無線電干擾的言論審查制度影響。

### 中華民國
中華民國政府主要干擾對象是中共的廣播媒體，国共内战时期，中华民国政府就曾对中共的广播电台（如陕北新华广播电台）进行干扰。
中华民国政府遷到台湾後，在1987年解除戒严之前，政府干扰中国大陆的中央人民广播电台的第一套（现“中国之声”）和第二套（现“经济之声”）以及对台湾广播第一套节目（现“台海之声”）及第二套节目（现“神州之声”），即所谓“遏制匪波”。政府为了防止台湾民众收听中國大陆的广播，曾规定民众购买收音机时，需要到电信部门登记，如发现有人收听中國大陆广播，当局会以“匪谍罪”等罪名论处。解严后，政府取消了对中國大陆短波广播的干扰，但中波和调频的干扰仍然存在，如汉声、复兴两家军方电台的部分频率（为“遏制匪波”使用）就与中央人民广播电台对台湾广播的部分频点相同。
中華民國政府宣称，“遏制匪波”自2004年起已经停止。但在蔡英文就任總統后，目前台湾在外岛地区开始恢复同频播放空载信号（中波）或者转播官方电台节目（调频）的方式干扰来自中国大陆的广播信号。2023年起，位于福建省的金门岛新增FM 94.9MHz转播汉声广播电台的节目。由于该频率未能在电台官网查询到，故被认为是干扰大陆的台海之声所用。同时位于中波549和837的广播也被空载信号干扰。2024年起，位于福建省的马祖岛新增FM 102.3MHz和106.2MHz的干扰广播，分别用于干扰福州发射的台海之声和神州之声节目。

### 苏联
冷战时期苏联在立陶宛设有干扰台发射站，以干扰西方国家的广播，为此导致西方国家的广播发射功率不断增大。针对的电台主要有自由欧洲电台、美国之音、BBC等，德国之声、以色列之声、梵蒂冈广播电台、加拿大国际广播电台有时也会受到干扰。所干扰的语种主要为东欧语言（俄语、波兰语、捷克语、拉脱维亚语、立陶宛语、保加利亚语等），通常不会干扰英语广播。此外苏联通过在民主德国的干扰台发射站，也会干扰来自联邦德国发射的AFN的德语节目。
在1960年中苏交恶期间，北京广播电台（Radio Peking，中国国际广播电台前身）的俄语时段也会受到干扰。同时受到干扰的还有阿尔巴尼亚的地拉那广播电台（Radio Tirana）的节目。
苏联干扰初期的方式为播放高分贝的嘈杂噪声或尖声脉冲信号，后期亦采用播放无歌词的轻音乐以及无意义的俄语词组混音磁带进行干扰。干扰录音放置在钢丝线录音盘上，利用带有两个唱针的设备循环播放。干扰信号通常伴有莫尔斯电码以供监听站识别并判断发射台的干扰效果。为此在苏联和部分东欧国家的一些收听者会利用自制环形天线方法等来应对已经被干扰的西方国家的广播。
在1987年，苏联和部分东欧国家开始逐步停止对西方国家的广播的干扰。

### 朝鮮
朝鲜与韩国之间存在对对方广播电台进行无线电干扰的现象，对大部分对北广播电台，朝鲜使用类似于喷气式飞机的噪音进行干扰。韩国亦对朝鲜部分广播电台进行干扰。此外，两国（主要是朝鲜）也会针对其他国家的电台进行干扰。

### 越南
越南对自由亚洲电台、远东广播公司、中央广播电台越南语及一些针对越南广播的海外越南语节目采用类似警笛的声音进行干扰，不过一般只对短波干扰。

### 納粹德國及其占领区
二战期间纳粹德国曾对BBC等盟军广播进行干扰，应对这一情况除增加广播频率外，盟军通过飞机在德军占领区抛洒传单指引民众自制环形天线以收听盟军广播。

### 大日本帝国
在第二次世界大战期间，日本曾对美国之音进行干扰。在当时，收听短波广播被日本法律所禁止，被发现偷听“敌台”广播者可依法被判处死刑。

### 英国
1970年代英国政府曾对北海上通过船只在公海播放音乐的海盗电台利用噪声进行无线电干扰。

### 古巴
自1960年代早期起，古巴政府经常使用无线电干扰美国政府的宣传电台，如美国之音和马蒂电视台，一些古巴流亡群体开设的电台(如WWFE)也受到干扰。

### 伊朗
伊朗在2000年之后，开始逐步对美国之音、自由欧洲电台和BBC等电台及电视台及进行干扰。然而伊朗对外声称并未干扰，而是某个位置存在着未知的干扰源在干扰。但有消息声称是伊朗伊斯兰革命卫队针对部分卫星进行无线电干扰。

### 巴基斯坦
巴基斯坦在2010年左右，开始对塔利班开设的针对巴基斯坦的广播进行干扰。

### 衣索比亞
埃塞俄比亚目前对美国之音、德国之声及针对该国东部的广播和电视节目，以及厄立特里亚的广播节目进行干扰。

### 土耳其
土耳其方面会对一些分离主义宣传电台（如对库尔德人广播的Denge Welat电台）进行干扰，通常使用土耳其广播电视公司（TRT）的广播进行同频干扰。